# Аргентина, 1985
«Аргентина, 1985» — художественный фильм режиссёра Сантьяго Митре совместного производства Аргентины и США с Рикардо Дарином и Питером Ланзани в главных ролях. Его премьера состоялась в сентябре 2022 года на 79-м Венецианском кинофестивале, фильм получил «Золотой Глобус» в категории «Лучший фильм на иностранном языке», был номинирован на премии «Гойя» и «Оскар».

## Сюжет
Действие фильма происходит в Аргентине в 1985 году, вскоре после отказа военной хунты от власти. Начинается расследование преступлений, которые совершали военные в рамках Грязной войны. Главный герой картины — прокурор Хулио Штрассера, который ведёт это дело в суде. Он сталкивается с многочисленными сложностями, но всё же добивается обвинительного приговора. В финале, недовольный слишком мягким наказанием для многих подсудимых, Штрассера начинает подготовку апелляционной жалобы.

## В ролях
- Рикардо Дарин — Хулио Штрассера
- Питер Ланзани — Луис Морено Окампо
- Алехандра Флехнер — Сильвия
- Норман Бриски — Русо
- Гина Мастроникола — Вероника Штрассера
- Сантьяго Армас — Хавьер Штрассера

## Создание и оценки
Идея создания художественного фильма о судебном процессе 1985 года появилась в 2016 году. Подготовка сценария заняла около пяти лет. Продюсировать проект взялась компания Amazon, настоявшая на смене названия: «Аргентина, 1985» вместо слишком загадочного для зрителей из других стран «1985». Съёмки, запланированные на 2020 год, были отложены из-за пандемии. Они проходили с июня по сентябрь 2021 года в Буэнос-Айресе, Росарио и Санта-Фе.
Премьера «Аргентины, 1985» состоялась 3 сентября 2022 года на 79-м Венецианском кинофестивале. 29 сентября фильм вышел в театральный прокат в Аргентине, 30 сентября — в ограниченный пркат в США. 21 октября его начали транслировать на Prime Video. По итогам проката это был самый популярный в Аргентине отечественный фильм 2022 года.
Критики встретили картину в целом доброжелательно. По мнению многих, она «встаёт в один ряд с классическими судебными драмами, такими как „Нюрнбергский процесс“ Стэнли Крамера и „Народ против Ларри Флинта“ Милоша Формана». Елена Зархина («Газета.ру») отметила, что «Аргентина, 1985», убедительно показывающая национальную трагедию, достойна высших наград, хотя и увидела некоторые проблемы с развитием сюжета. Кирилл Горячок («Фильм.ру») охарактеризовал картину как «достоверный и напряжённый политический триллер», создающий «стойкое ощущение правдивости происходящего». По словам этого рецензента, «Аргентина, 1985» «сегодня смотрится страшно актуально, но главное — вселяет надежду и оптимизм, что беззаконие не может длиться вечно. И найдутся люди, готовые пожертвовать всем, чтобы показать, в какой на самом деле правде сила».
Картина получила «Золотой Глобус» в категории «Лучший фильм на иностранном языке». Она была номинирована на «Оскар» (фильм вошёл в шорт-лист из 15 номинантов в категории Лучший иностранный художественный фильм) и на премию «Гойя».